# Fasti (Ovidius)
De Fasti zijn een Latijns leerdicht van de Romeinse dichter Ovidius uit het jaar 8 (voor Christus?? / na Christus??). Het werk ontleent zijn titel aan de Romeinse kalender, ook wel genaamd Fasti. In aaneengeregen vertellingen schetst het de oorsprong van de feest- en gedenkdagen en de daarmee samenhangende riten en gebruiken. Van opzet zou het uit twaalf boeken bestaan, één voor elke maand, maar slechts zes daarvan (januari tot juni) zijn overgeleverd. Vermoedelijk bleven de Fasti onvoltooid doordat keizer Augustus Ovidius naar Tomis verbande. De auteur schreef het gedicht in elegische disticha. Als ik-persoon nam hij een vates ("dichter-profeet" of "bard"), die de Romeinse goden uitleg laat geven over de oorsprong van Romeinse feestdagen en tradities, vaak met meerdere etiologieën. Het gedicht is een belangrijke en in sommige gevallen unieke feitenbron over de Romeinse religie. Tot stand gekomen enkele jaren nadat Julius Caesar de Juliaanse kalender had ingevoerd, is het niet vrij van politieke teneur.

## Uitgaven en vertalingen
- Ovide, Les Fastes, vert. Anne-Marie Boxus en Jacques Poucet, 2004

## Nederlandse vertalingen
- Kalendergedichten – Fasti, vert. Piet Schrijvers, 2022. ISBN 9789059973763
- P: Ovidius Nasoos Feestdagen, vert. Arnold Hoogvliet, 1719